# Грін (округ, Айова)
Шаблон:StateAbbr_ 42°02′07″ пн. ш. 94°23′44″ зх. д. / 42.035277777778° пн. ш. 94.395555555556° зх. д.
Округ Грін (англ. Greene County) — округ (графство) у штаті Айова, США. Ідентифікатор округу 19073.

## Історія
Округ утворений 1851 року.

## Демографія
За даними перепису
2000 року
загальне населення округу становило 10366 осіб, зокрема міського населення було 4405, а сільського — 5961.
Серед мешканців округу чоловіків було 5063, а жінок — 5303. В окрузі було 4205 домогосподарств, 2859 родин, які мешкали в 4623 будинках.
Середній розмір родини становив 2,97.
Віковий розподіл населення поданий у таблиці:
| Стать    | До 15 років | 15-21 | 22-29 | 30-39 | 40-49 | 50-65 | 65-85 | Понад 85 |
| -------- | ----------- | ----- | ----- | ----- | ----- | ----- | ----- | -------- |
| Чоловіки | 1140        | 511   | 340   | 630   | 754   | 800   | 769   | 119      |
| Жінки    | 988         | 424   | 323   | 660   | 767   | 789   | 1066  | 286      |

## Суміжні округи
- Вебстер — північний схід
- Бун — схід
- Даллас — південний схід
- Гатрі — південь
- Керролл — захід
- Калгун — північний захід

## Виноски
1. ↑  U.S. Decennial Census. United States Census Bureau. Архів оригіналу за 26 квітня 2015. Процитовано 17 липня 2014.
2. ↑  Historical Census Browser. University of Virginia Library. Архів оригіналу за 11 серпня 2012. Процитовано 17 липня 2014.
3. ↑  Population of Counties by Decennial Census: 1900 to 1990. United States Census Bureau. Архів оригіналу за 22 квітня 2014. Процитовано 17 липня 2014.
4. ↑  Census 2000 PHC-T-4. Ranking Tables for Counties: 1990 and 2000 (PDF). United States Census Bureau. Архів оригіналу (PDF) за 18 грудня 2014. Процитовано 17 липня 2014.
5. ↑  State & County QuickFacts. United States Census Bureau. Архів оригіналу за 29 червня 2011. Процитовано 17 липня 2014.(англ.) Наведено за англійською вікіпедією.
6. ↑  American FactFinder. Бюро перепису населення США. Архів оригіналу за 21 травня 2008. Процитовано 31 січня 2008.

| США | Це незавершена стаття з географії США. Ви можете допомогти проєкту, виправивши або дописавши її. |